# Bordj Omar Driss
Bordj Omar Driss è un comune dell'Algeria, situato nella provincia di Illizi.